# Kościół w Judytach
Kościół w Judytach (niem. Juditter Kirche) – gotycka świątynia w dawnej dzielnicy Judyty w zachodniej części Królewca, w średniowieczu katolicka, od XVI w. do 1948 luterańska, obecnie prawosławna (należy do filii św. Mikołaja żeńskiego monasteru Ikony Matki Bożej „Władająca” w Izobilnym, w eparchii czerniachowskiej Rosyjskiego Kościoła Prawosławnego).

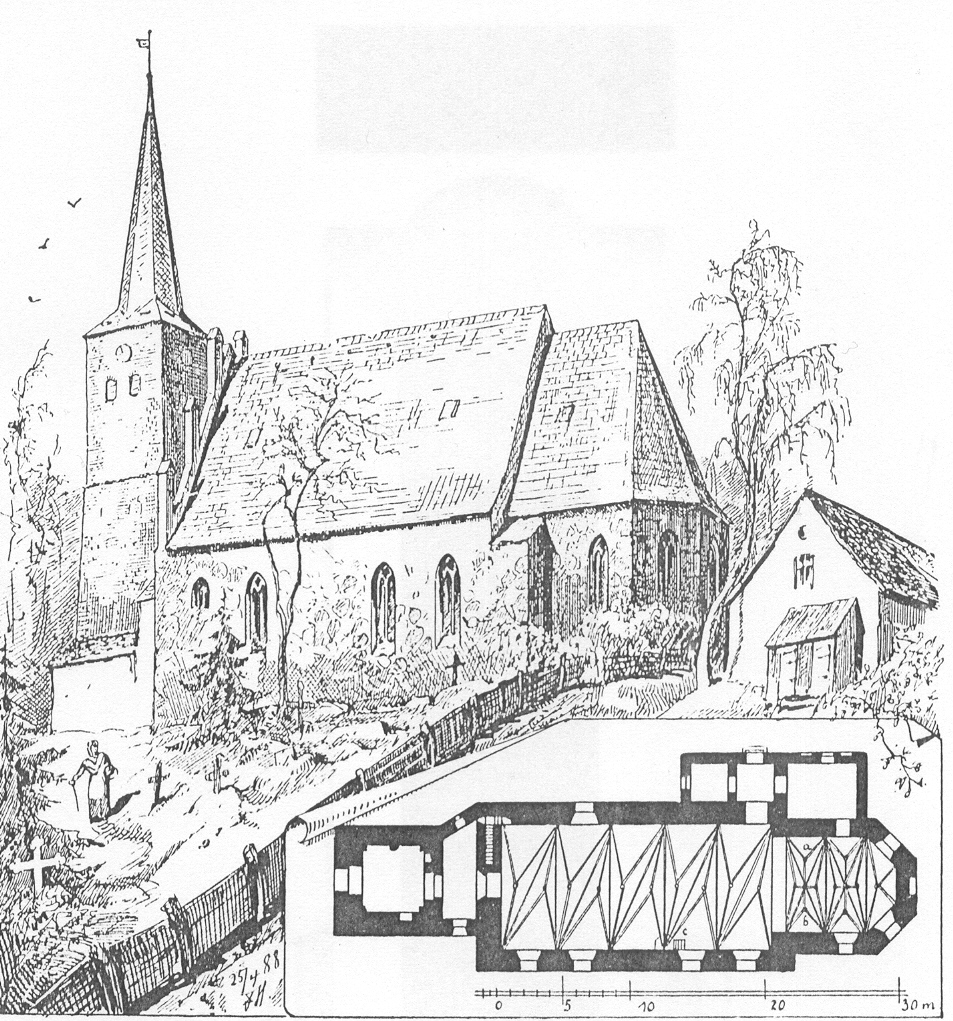
Kościół w końcu XIX w.

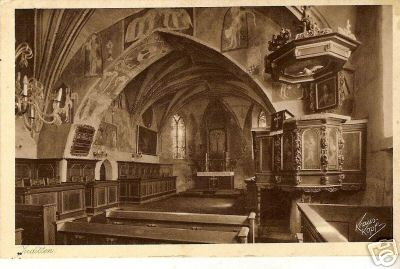
Wnętrze kościoła przed 1945

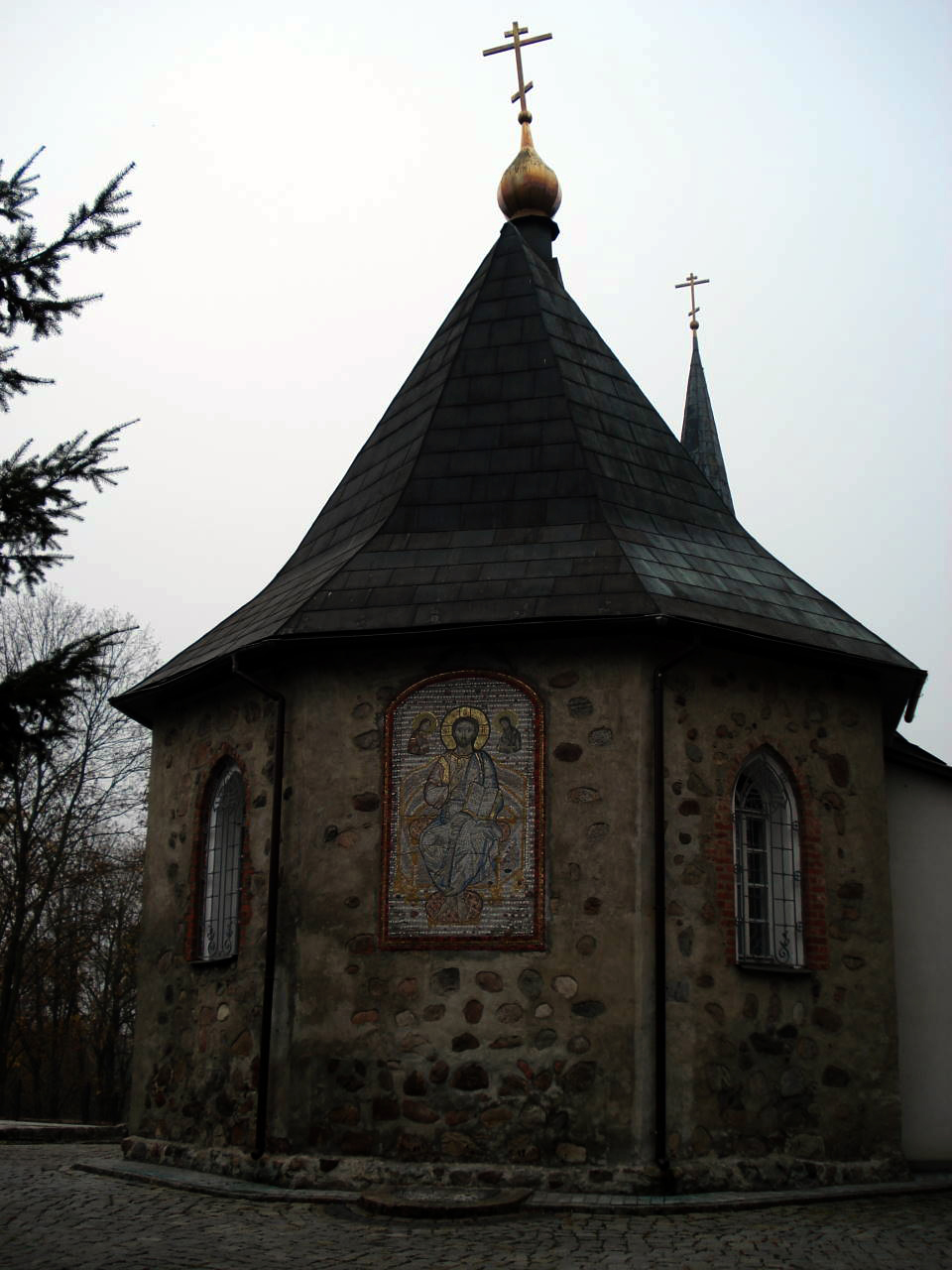
Widok od wschodu, 2007

## Architektura
Kościół parafialny, dawniej pod wezwaniem Najświętszej Marii Panny. W średniowieczu ważne miejsce pielgrzymkowe. Od 1525 ewangelicki. Wzmiankowany dopiero w 1402, lecz uważany za najstarszą zachowaną świątynię regionu. Według niepotwierdzonej źródłowo tradycji zbudowany w latach 1288–1298 (podaje się też daty 1276–1294). Jest budowlą gotycką, kamienną, jednonawową, z trójbocznie zamkniętym prezbiterium i z wieżą od zachodu. Obecnie przyjmuje się, że chór został wzniesiony około 1300, sklepienie gwiaździste założono w latach ok. 1330–1340. Stosunkowo niska i szeroka nawa powstała ok. 1330–1340, a jej pięcioprzęsłowe sklepienie przeskokowe po połowie XIV w., gdy również wzniesiono trójkątny ceglany szczyt zachodni, dawniej ze sterczynami. Wejścia prowadziły od zachodu i południa. Od północy dobudowano ceglaną zakrystię. Korpus kryty jest dwuspadowym dachem. Fachwerkową wieżę wzniesiono od zachodu oddzielnie, przed fasadą, na podmurówce około 1400, w XVI w. przekształcono w smukłą ceglaną (data 1577 na metalowej chorągiewce) i dopiero 1820 połączono z kościołem, poprzez niską przybudówkę sklepionej beczkowo kruchty – dawną kaplicę grobową Roederów z końca XVII w. Okna powiększono 1709. Uważa się, że sklepienia analogiczne jak w nawie znajdowały się w zamku Lochstedt koło Piławy w nawach bocznych katedry królewieckiej.

## Wyposażenie wnętrza
W latach 1906–1907 na ścianach prezbiterium odsłonięto i zakonserwowano gotyckie malowidła ścienne z końca XIV w.: rozmieszczone w 2 strefach sceny cyklu chrystologicznego i maryjnego, apostołów oraz – na górze – sceny rycerskie, w arkadzie tęczowej Sąd Ostateczny, w nawie na ścianie tęczowej wyobrażenie Marii jako Mater Misericordiae i przedstawienia rycerzy krzyżackich z herbami. Na sklepieniu w prezbiterium odkryto inskrypcję z imieniem malarza Peter, identyfikowanego z twórcą czynnym w zamku Lochstedt i w Malborku. Z epoki późnogotyckiej pochodziła drewniana figura Marii z Dzieciątkiem i Ukrzyżowanie oraz fragment stall. Pozostałe wyposażenie było barokowe: ołtarz fundacji rodziny Schimmelpfennig (1672; w 1882 zastąpiony neogotyckim, potem przywrócony), ambona (1686), konfesjonał (ok. 1670), rzeźba anioła związana z chrzcielnicą (1769), epitafia (m.in. rodu Roederów) z końca XVI – XVIII w., XVII-wieczne obrazy i płyty nagrobne. Tu znaleźli spoczynek m.in. komendanci twierdzy królewieckiej feldmarszałkowie Ernst von Roeder (1665–1743) i Hans von Lehwaldt (1685–1768). Organy firmy Scherwiet pochodziły z 1840, na wieży wisiały 2 dzwony.

## Dzieje po 1945
Kościół był czynny do 1948. Opuszczony po wysiedleniu niemieckich parafian, stopniowo uległ całkowitej dewastacji. Ocalały jedynie mury obwodowe bez dachów i sklepień. W 1985 ruiny przekazano na pierwszą na terenie obwodu królewieckiego cerkiew prawosławną. Po szybkiej odbudowie poświęcony pod wezwaniem św. Mikołaja (ros. Церковь (Собор) Cвятителя Николая). O ile na zewnątrz zmiany wyglądu w stosunku do stanu oryginalnego są stosunkowo niewielkie, to wewnątrz nie odbudowano sklepień. Początkowy wystrój kościoła po odbudowie, nawiązujący do wzorów staroruskiego malarstwa ikonowego i nie przesłaniający architektury, później został zastąpiony innym, w neogotyckich ramach. Przy cerkwi powstał klasztor żeński. W rosyjskich przewodnikach turystycznych nadal kościół określany jest jako Juditten kircha (Юдиттен-кирха). Obecny jego adres to Tenistaja alleja (Тенистая аллея) 38 – dawna (niem.) Juditter Kirchenstrasse.

## Cmentarz
Na malowniczo opadającym terenie wokół kościoła istniał cmentarz, dziś oznaczony wysokim krzyżem. Spoczywa tu m.in. popularny rzeźbiarz Stanislaus Cauer (1867–1943), profesor Akademii Sztuk Pięknych, autor wielu do dziś zachowanych dzieł plenerowych. Przy kościele zebrano nieliczne ocalałe tablice nagrobkowe.